# Amphoe Than To
Amphoe Than To (thailändisch อำเภอ ธารโต) ist ein Landkreis (Amphoe – Verwaltungs-Distrikt) im Süden der  Provinz Yala. Die Provinz Yala liegt im äußersten Süden der Südregion von Thailand an der Landesgrenze nach Malaysia.

## Geographie
Benachbarte Landkreise und Gebiete sind (von Norden im Uhrzeigersinn): Amphoe Bannang Sata in der Provinz Yala, Amphoe Si Sakhon in der Provinz Narathiwat sowie Amphoe Betong wieder in Yala. Im Westen liegt der Staat Kedah von Malaysia.
In Tambon Ban Rae lassen sich immer wieder für kurze Zeit Angehörige der Jäger-und-Sammler-Kultur der Semang (Untergruppen Jahay Tehedeh und Kensiu Lue [Hetot und Batu]) nieder, die aus Narathiwat und aus Kedah hierher kamen.

## Geschichte
Than To wurde am 9. Juni 1975 zunächst als Unterbezirk (King Amphoe) eingerichtet, indem Tambon Mae Wat vom Amphoe Bannang Sata abgetrennt wurde.
Am 13. Juli 1981 bekam Than To den vollen Amphoe-Status.

## Verwaltung

### Provinzverwaltung
Amphoe Than To ist in vier Unterbezirke (Tambon) eingeteilt, welche weiter in 33 Dorfgemeinschaften (Muban) unterteilt sind.
| \| Nr. \| Name \| Thai \| Dörfer \| Einw.[3] \| \| --- \| ---------- \| ------ \| ------ \| -------- \| \| 1. \| Than To \| ธารโต \| 7 \| 4.919 \| \| 2. \| Ban Rae \| บ้านแหร \| 11 \| 6.941 \| \| 3. \| Mae Wat \| แม่หวาด \| 8 \| 8.852 \| \| 4. \| Khiri Khet \| คีรีเขต \| 7 \| 2.821 \| |            |        |        |       |
| Nr. | Name       | Thai   | Dörfer | Einw. |
| 1. | Than To    | ธารโต  | 7      | 4.919 |
| 2. | Ban Rae    | บ้านแหร | 11     | 6.941 |
| 3. | Mae Wat    | แม่หวาด | 8      | 8.852 |
| 4. | Khiri Khet | คีรีเขต  | 7      | 2.821 |

### Lokalverwaltung
Khok Chang (เทศบาลตำบลคอกช้าง) ist eine Kleinstadt  (Thesaban Tambon) im Landkreis, sie besteht aus Teilen des Tambon Mae Wat.
Außerdem gibt es vier „Tambon-Verwaltungsorganisationen“ (องค์การบริหารส่วนตำบล – Tambon Administrative Organizations, TAO) für die Tambon oder die Teile von Tambon im Landkreis, die zu keiner Stadt gehören.